# Nederlandse Floorball en Unihockey Bond
De Nederlandse Floorball en Unihockey Bond (NeFUB) is de officiële Nederlandse organisator van de sport floorball. De NeFUB is aangesloten bij de International Floorball Federation (IFF) en NOC*NSF .
De NeFUB richt zich vooral op het organiseren van competities en kampioenschappen, het stimuleren en organiseren van floorballverenigingen en het opzetten en ondersteunen van officiële Nederlandse teams. 
De NeFUB is op 6 oktober 1999 opgericht door vertegenwoordigers van een viertal Nederlandse floorball verenigingen.

## Ledenaantallen
Hieronder de ontwikkeling van het ledenaantal en het aantal verenigingen:
| Jaar | Ledenaantal | Verenigingen |
| ---- | ----------- | ------------ |
| 2019 | 1.249       | 23           |
| 2018 | 1.294       | 23           |
| 2017 | 1.268       | 23           |
| 2016 | 1.192       | 22           |
| 2015 | 1.417       | 21           |
| 2014 | 1.401       | 26           |
| 2013 | 1.337       | 28           |
| 2012 | 1.353       | 30           |
| 2011 | 1.011       | 26           |
| 2010 | 1.078       | 26           |
| 2009 | 988         | 27           |
| 2008 | 905         | 24           |
| 2007 | 745         | 23           |
| 2006 | 573         | 15           |
| 2005 | 573         | 15           |
| 2004 | 504         | 16           |
| 2003 | 276         | 13           |
| 2002 | 231         | ??           |
| 2001 | 220         | 11           |
| 2000 | 144         | 8            |
| 1999 |             | 8            |

## Aangesloten verenigingen
- Sonics Floorball (Amersfoort)
- Floorball Agents (Amsterdam)
- D.S.F.V. Blue Falcons (Delft)
- HSK Floorball (Den Haag)
- Floorball Flamingos (Enschede)
- Messed Up (Enschede)
- UC Face Off (Groningen)
- UFC Groningen (Groningen)
- HSV Haren (Haren)
- HFC Heroes (Houten)
- F&UC Jolly-Good (Hulst)
- Sportclub Rodenburg, afd. Floorball (Leek)
- FDL - Floorball Devils (Lelystad)
- Floorball Flames (Nijmegen-Lent)
- SUFV Hot Shots (Nijmegen)
- Tilburg Floorball (Loon op Zand)
- USFV Jungle Speed (Utrecht)
- UFC Utrecht (Utrecht)
- WUV Stick Together (Wageningen)
- UFC Hogeland (Warffum)

Aspirant vereniging
- Floorball Den Bosch (Den Bosch)

### Voormalige verenigingen
- Floorball Freakz (Landelijk, jeugdtrainingsgroepen in diverse plaatsen)
- FC Breda (Breda)
- Goudse Floorball Club (Gouda); opgericht in 1999
- SV Vlugheid en Kracht (Groningen); opgericht in september 2005
- M.S.U.V. Hooked (Maastricht); opgeheven op 26 juni 2018
- Stick2it (De Meern); opgericht in 2006
- Randstad Unihockey Klup (Moordrecht)
- UFC Lions (Rhenen); opgericht in 2006, opgeheven op 25 juni 2020
- Musketiers Sneek (Sneek)
- Fc Quicksticks (Veenendaal)